# 福慶村

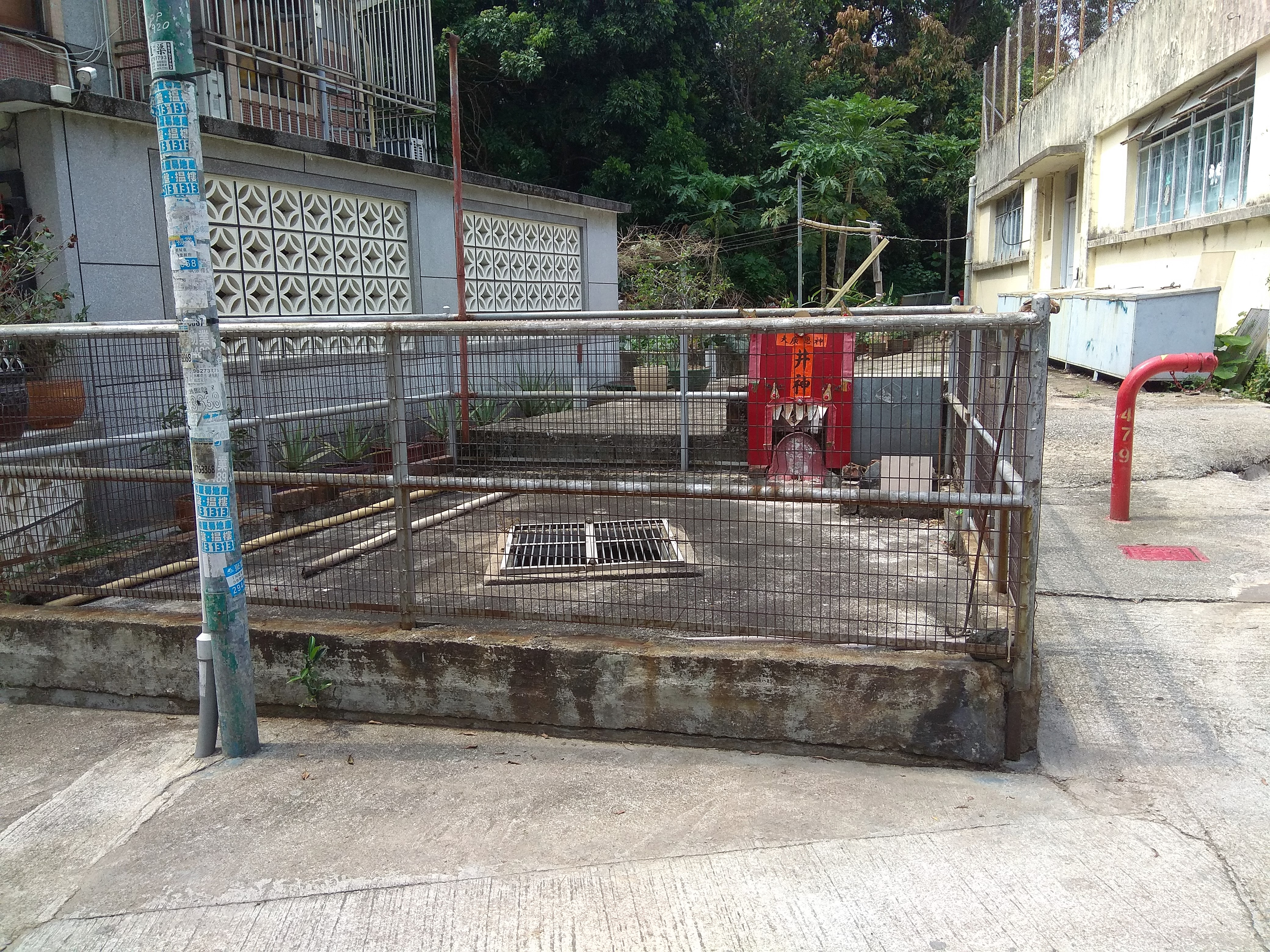
福慶村內的舊水井。

福慶村（英語：Fuk Hing Tsuen）是一條位於香港元朗區橫洲的鄉村。

## 行政區劃
福慶村是新界小型屋宇政策下的其中一條認可鄉村，亦為屏山鄉鄉事委員會中37個鄉村代表之一。在選舉劃分上，該村被劃為屏山北選區。

## 外部連結
- 居民代表選舉橫洲福慶村（屏山）的劃定現有鄉村範圍（2019－2022年） （页面存档备份，存于）

22°27′18″N 114°01′33″E / 22.454987°N 114.025780°E